# Skoki narciarskie na Zimowych Igrzyskach Olimpijskich 1998
Skoki narciarskie na Zimowych Igrzyskach Olimpijskich 1998 – zawody olimpijskie w skokach narciarskich, które odbyły się pomiędzy 11 a 17 lutego 1998 w ramach igrzysk w Nagano.
Podczas igrzysk rozegrano trzy konkurencje w skokach narciarskich: 11 lutego – na obiekcie normalnym (K90), 15 lutego – na obiekcie dużym (K120), a 17 lutego zawody drużynowe na skoczni dużej. W konkurencjach indywidualnych najlepsi okazali się Jani Soininen i Kazuyoshi Funaki. Każdy z nich zdobył po dwa medale – jeden złoty i jeden srebrny. Soininen został mistrzem olimpijskim na skoczni normalnej, a Funaki na skoczni dużej. Brązowymi medalistami zostali natomiast: Andreas Widhölzl na obiekcie K90 oraz Masahiko Harada na skoczni K120. W konkursie drużynowym triumfowali Japończycy, wyprzedzając Niemców i Austriaków.
Łącznie w zawodach wystartowało 68 skoczków narciarskich z dziewiętnastu narodowych reprezentacji. Najmłodszym zawodnikiem, który wziął udział w konkursach olimpijskich w skokach narciarskich, był Kim Hyun-ki (15 lat i 3 dni), natomiast najstarszym – Aleksandr Kołmakow (31 lat i 68 dni).

## Przed igrzyskami

### Organizacja
W 1987 rozpoczęto planowanie igrzysk olimpijskich w Nagano. Jednak w mieście-organizatorze zawodów nie było skoczni, na których można byłoby przeprowadzić konkursy w skokach narciarskich. W związku z tym Komitet Organizacyjny, odpowiedzialny za przygotowanie odpowiednich obiektów, zdecydował się na wybudowanie do tego celu kompleksu skoczni w Hakubie. Zostały one ukończone w listopadzie 1992. Koszt ich budowy wyniósł ok. 100 milionów marek niemieckich (50 milionów euro).
Zawody indywidualne w skokach narciarskich rozegrano według nowej formuły. Zgodnie z nią do serii finałowej kwalifikowało się wyłącznie trzydziestu zawodników z najlepszymi wynikami. Poprzednio w obu seriach mogli wziąć udział wszyscy zawodnicy startujący w zawodach.

### Tło zawodów
Na poprzednich Zimowych Igrzyskach Olimpijskich 1994 w Lillehammer przeprowadzone zostały trzy konkursy skoków narciarskich. W zawodach na skoczni dużej K120, rozegranych 20 lutego 1994, triumfował Jens Weißflog. Srebrny medal wywalczył Espen Bredesen, a brązowy – Andreas Goldberger. Dwa dni później odbył się drużynowy konkurs na skoczni dużej, w którym zwyciężyły Niemcy przed Japonią i Austrią. Ostatnimi zawodami były zmagania na skoczni normalnej K90, które rozegrano 25 lutego 1994. Mistrzem olimpijskim został Espen Bredesen, srebrnym medalistą – Lasse Ottesen, a brązowym – Dieter Thoma.
Przed igrzyskami przeprowadzono 17 konkursów Pucharu Świata 1997/1998. Najwięcej zwycięstw na koncie mieli Japończycy Masahiko Harada i Kazuyoshi Funaki, którzy wygrywali czterokrotnie. Dwukrotnie na najwyższym stopniu podium stawali: Jani Soininen, Andreas Widhölzl i Sven Hannawald. Ponadto po jedną wygraną w zawodach Pucharu Świata osiągnęli: Dieter Thoma, Kristian Brenden i Primož Peterka.
Na przełomie 1997 i 1998 w ramach Pucharu Świata odbył się 46. Turniej Czterech Skoczni, w którym zwyciężył Kazuyoshi Funaki. Drugie miejsce zajął Sven Hannawald, a na trzecim sklasyfikowany został Janne Ahonen.
Przed igrzyskami w Nagano w dniach 24 – 25 stycznia 1998 na Heini-Klopfer-Skiflugschanze w Oberstdorfie rozegrano 15. Mistrzostwa Świata w Lotach Narciarskich. Tytuł wywalczył Kazuyoshi Funaki, wicemistrzem został Sven Hannawald, a brązowy medal zdobył Dieter Thoma.

## Obiekty
Podczas igrzysk olimpijskich w 1998 roku zawody w skokach narciarskich rozgrywane były na dwóch skoczniach normalnej (K90) i dużej (K120). Obydwa obiekty, zbudowane specjalnie na igrzyska olimpijskie, zlokalizowane są w kompleksie skoczni w Hakubie.
|             | Nazwa skoczni | Miejscowość | Punkt K | Punkt jury | Rekord skoczni | Rekord skoczni | Rekord skoczni |
| ----------- | ------------- | ----------- | ------- | ---------- | -------------- | -------------- | -------------- |
|             | Hakuba K90    | Hakuba      | K90     | 94 m       | 96,0 m         | Samppa Lajunen | 30.01.1997     |
| Hakuba K120 | K120          | Hakuba      | 126 m   | 131,5 m    | Noriaki Kasai  | 26.01.1997     |                |

## Jury
Dyrektorem konkursów w skokach narciarskich na Zimowych Igrzyskach Olimpijskich 1998 był Akio Kasaya oraz z ramienia Międzynarodowej Federacji Narciarskiej – Walter Hofer. Funkcję delegata technicznego sprawował Torbjørn Yggeseth, a jego asystentem był Wolfgang Happle. Ponadto, skoki we wszystkich trzech konkursach oceniało po pięciu sędziów, którzy przyznawali zawodnikom noty punktowe za styl. Składy sędziowskie, wraz z miejscami zajmowanymi na wieży, przedstawia poniższa tabela.
| Sędzia                  | Kraj      | Stanowisko na wieży sędziowskiej konk. ind. K90 | Stanowisko na wieży sędziowskiej konk. ind. K120 | Stanowisko na wieży sędziowskiej konk. druż. K120 |
| ----------------------- | --------- | ----------------------------------------------- | ------------------------------------------------ | ------------------------------------------------- |
| Maurice Arbez           | Francja   | C                                               | –                                                | A                                                 |
| Jerzy Bronisław Cieślar | Polska    | –                                               | C                                                | D                                                 |
| Tapio Junnonen          | Finlandia | B                                               | A                                                | E                                                 |
| Yukio Kasaya            | Japonia   | D                                               | E                                                | B                                                 |
| Peter Öberg             | Szwecja   | A                                               | D                                                | –                                                 |
| Walter Anton Vogel      | Niemcy    | E                                               | B                                                | C                                                 |

## Przebieg zawodów

### Konkurs na skoczni normalnej

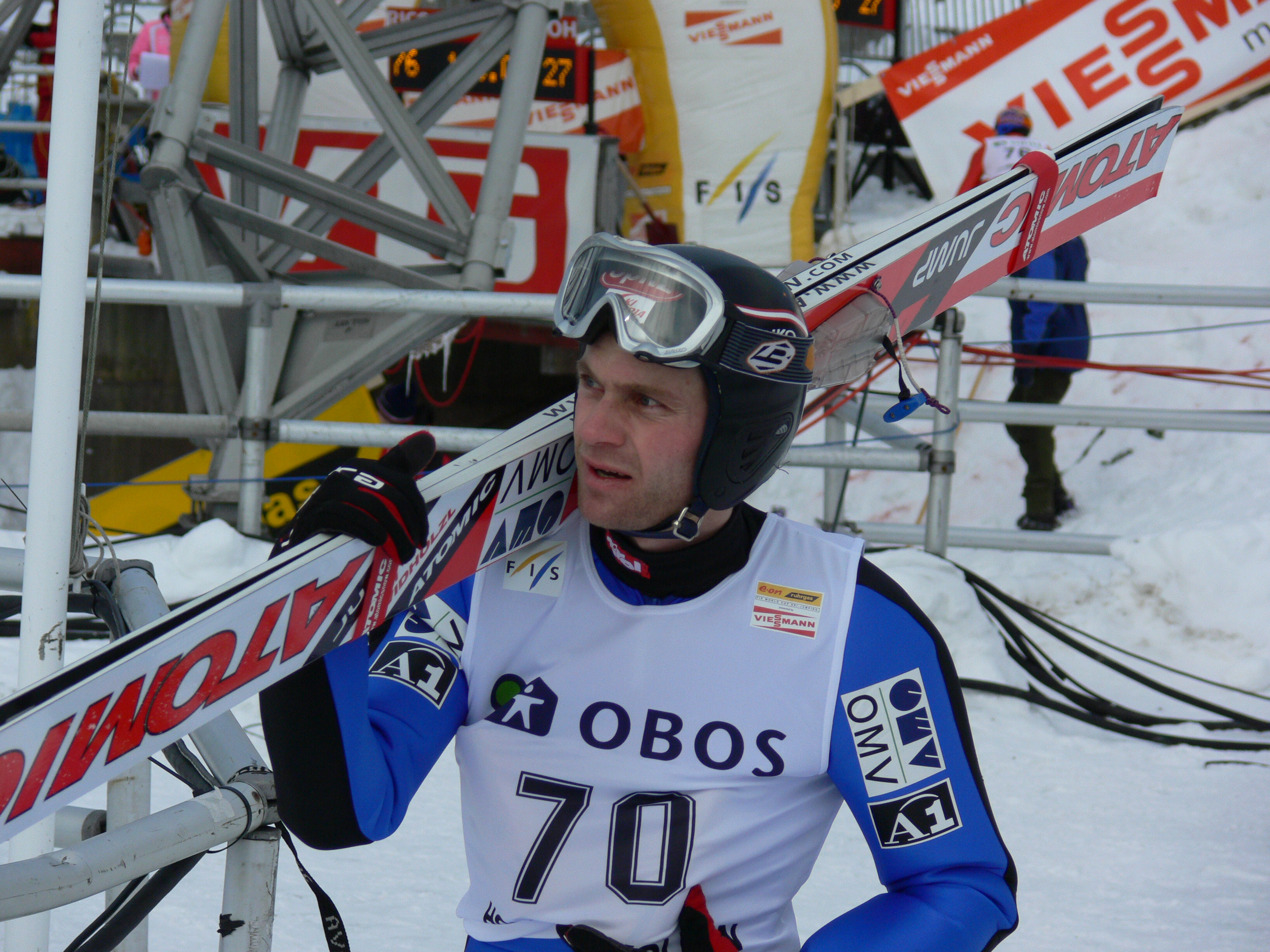
Andreas Widhölzl – brązowy medalista zimowych igrzysk olimpijskich na skoczni normalnej

Pierwszymi zawodami rozegranymi podczas igrzysk olimpijskich w Nagano był konkurs na skoczni normalnej K90, który odbył się 11 lutego 1998 roku. W zawodach wzięło udział 62 skoczków. Pierwszym zawodnikiem, który osiągnął 86 metrów, był reprezentant Austrii Reinhard Schwarzenberger. Po nim skakał Ari-Pekka Nikkola, który uzyskał 83 metry i zajmował trzecie miejsce. Z numerem 47 swoją próbę oddał Czech Jaroslav Sakala, ale 77,5 metra jakie uzyskał, klasyfikowało go poza pierwszą dziesiątką. Kolejnym skoczkiem był Andreas Goldberger, który lądował na 81 metrze i również on wypadł poza pierwszą dziesiątkę. Taką samą odległość uzyskał Norweg Henning Stensrud, ale otrzymał gorsze noty i sklasyfikowano go za Goldbergerem. Na prowadzeniu Schwarzenbergera, zmienił po skoku na 87,5 metra Noriaki Kasai. Taką samą odległość osiągnął Kristian Brenden, ale otrzymał gorsze noty i przegrywał z Japończykiem o 1,5 punktu. Z numerem 52 wystartował Hansjörg Jäkle, który skoczył 82 metry i zajmował dziewiąte miejsce. Kolejnym zawodnikiem był Stefan Horngacher, który uzyskał 85 metrów i plasował się na czwartym miejscu. Dobry skok na odległość 86,5 metra oddał Hiroya Saitō, co pozwoliło mu na objęcie trzeciego miejsca, ze stratą 3 punktów do Kasai. Skaczący tuż po Japończyku Janne Ahonen uzyskał taką samą odległość, ale otrzymał gorsze noty i przegrał z Saitō o 0,5 punktu. Następny na belce usiadł Sven Hannawald, który lądował na 83,5 metrze i zajmował ósme miejsce. Z numerem 57 swoją próbę na odległość 87 metrów oddał Słoweniec Primož Peterka i zajmował piąte miejsce. Na prowadzeniu Japończyka Kasai 0,5 punktu wyprzedził Andreas Widhölzl, który oddał skok na 88 metrów i uzyskał łączną notę 114,5. Bezpośrednio po Widhölzlu wystąpił Jani Soininen, który skoczył o dwa metry dalej i wyprzedził go o cztery punkty. Do końca pierwszej serii pozostało trzech zawodników. Jako pierwszy wystartował Masahiko Harada, który oddał najdalszy skok pierwszej serii 91,5 metra i o 2,5 punktu wyprzedził Soininena. Jako przedostatni zawodnik serii wystąpił Dieter Thoma, który oddał słaby skok na odległość 84,5 metra i zajmował 11 pozycję. Pierwszą serię zakończył skoczek japoński, Kazuyoshi Funaki, który osiągnął 87,5 metra i zajął czwarte miejsce. Po pierwszej serii skoków prowadził zatem Harada przed Soininenem i Widhölzlem.
W serii finałowej najdłuższy skok oddał Janne Ahonen, skacząc 91,5 metra. Ten rezultat pozwolił Finowi na awans w klasyfikacji konkursu z ósmej na czwartą pozycję. Drugą odległość serii finałowej 90,5 metra osiągnął Kazuyoshi Funaki. Dobre noty za styl pozwoliły Japończykowi sięgnąć po srebrny medal olimpijski. Taką samą odległość uzyskał trzeci po pierwszej serii Andreas Widhölzl. Austriak otrzymał jednak gorsze noty sędziowskie i ostatecznie zdobył brązowy medal olimpijski. Wicelider po pierwszej serii Jani Soininen, skacząc 89 metrów zdobył tytuł mistrza olimpijskiego. Uzyskał łączną notę 234,5 punktu. Japończyka Funaki wyprzedził o 1,0 punkt, a skoczka austriackiego o 2,0 punkty. Taką samą odległość uzyskał zajmujący po pierwszej serii dziewiąte miejsce Primož Peterka, co pozwoliło mu przesunąć się na szóste miejsce. Jako ostatni swój skok oddał Japończyk Masahiko Harada. Lider po pierwszej serii uzyskał odległość 84,5 metra i zajął piąte miejsce.

### Konkurs na skoczni dużej
Drugim rozegranym konkursem w ramach zimowych igrzysk olimpijskich były zawody na skoczni dużej. Podobnie, jak na skoczni normalnej w zawodach wzięło udział 62 zawodników. Pierwszym skoczkiem, który osiągnął odległość 117 metrów był reprezentant Rosji Artur Chamidulin. Rosjanin prowadził w konkursie, aż do skoku Polaka Wojciecha Skupnia. Polak uzyskał 117 metrów, ale dzięki lepszym notom za styl wyprzedził Chamidulina o 1,5 punktu. O pół metra dalej od Skupnia skoczył Jakub Sucháček i został nowym liderem. Z numerem 38 wystąpił Nicolas Dessum, który skacząc 118,5 metra objął prowadzenie. Bezpośrednio po nim swoją próbę wykonał Takanobu Okabe. Japończyk lądując na 130 metrze z dużą przewagą objął prowadzenie w konkursie. Skaczący po Japończyku Roar Ljøkelsøy uzyskał 119,5 metra i plasował się tuż za Okabe. Do zmiany wicelidera doszło po skoku Lasse Ottesena, który uzyskał 121 metrów. Skaczący po Norwegu Mika Laitinen i Primož Peterka zajęli odpowiednio czwarte i piąte miejsce. Najdłuższy skok pierwszej serii oddał Austriak Andreas Widhölzl, skacząc na odległość 131 metrów. Wysokie noty otrzymane od sędziów i punkty za odległość spowodowały, że Widhölzl wyprzedził Okabe o 4,8 punktu. Po skoku Austriaka do końca pierwszej serii pozostało czterech skoczków. Jako pierwszy wystartował Jani Soininen. Skoczył 129,5 metra i był trzeci. Kolejnym skoczkiem był reprezentant gospodarzy Masahiko Harada, który oddał skok na odległość 120 metrów i został sklasyfikowany na szóstym miejscu. Przedostatnim zawodnikiem był wicelider Pucharu Świata Dieter Thoma. Niemiec skoczył krótko, bo 114 metrów i zajmował 21 miejsce. Jako ostatni na belce startowej pojawił się Kazuyoshi Funaki. Lider Pucharu Świata lądował na 126 metrze i zajmował po pierwszej serii czwarte miejsce. Po pierwszej serii skoków prowadził zatem Widhölzl przed Okabe i Soininenem
W serii finałowej najlepiej skoczył Harada, osiągając 136 metrów. Taka odległość pozwoliła Japończykowi stanąć na najniższym stopniu podium. Drugą odległość uzyskał inny reprezentant gospodarzy, Funaki. Lądował on na 132,5 metrze i zdobył tytuł mistrza olimpijskiego. Bardzo dobry rezultat osiągnął Reinhard Schwarzenberger, skacząc 131 metrów. Dzięki temu awansował z szesnastej na siódmą pozycję. Dwóch zawodników skoczyło po 130,5 metra. Byli to Primož Peterka oraz Michal Doležal. Obydwaj zanotowali spory awans w klasyfikacji generalnej. Słoweniec przesunął się z ósmej na piątą lokatę, a Czech awansował o dziesięć pozycji z osiemnastej na ósmą. Podobny awans, bo z dwudziestego drugiego na dwunaste zanotował Niemiec Thoma, skacząc 128 metrów. O metr krócej od Niemca skoczył Kristian Brenden, który przesunął się z dwudziestego czwartego miejsca na trzynaste. Zajmujący trzecie miejsce na półmetku rywalizacji Jani Soininen, po dobrym skoku na odległość 126,5 metra zapewnił sobie tytuł wicemistrza olimpijskiego. Dobry skok w drugiej serii oddał Wojciech Skupień i ostatecznie został sklasyfikowany na 11 miejscu.

### Konkurs drużynowy na skoczni dużej
Ostatnią konkurencją skoków narciarskich na Zimowych Igrzyskach Olimpijskich 1998 był konkurs drużynowy na obiekcie dużym. Do startu w zawodach zostało zgłoszonych trzynaście drużyn i skoczkowie ze wszystkich drużyn wzięli udział w zawodach. W pierwszej kolejce skoków najdłuższe skoki oddali Sven Hannawald (125,5 m) i Takanobu Okabe (121,5 m), dzięki czemu na pierwszym miejscu plasowała się reprezentacja Niemiec, a na drugim Japonii. Trzecie miejsce po pierwszej turze skoków zajmowała Szwajcaria po skoku Sylvaina Freiholza na odległość 113,0 metrów. W drugiej grupie zawodników najlepszy okazał się reprezentant Japonii, Hiroya Saitō, który uzyskał 130 metrów. Drugą odległość osiągnął Austriak, Martin Höllwarth, skacząc 122,5 metra. Trzeci wynik w drugiej grupie należał do Františka Ježa, który skoczył 115 metrów. Prowadzenie w konkursie objęła Japonia, przed Austrią i Norwegią. W trzeciej rundzie najdalej skoczył Stefan Horngacher (104,5 m), dzięki czemu reprezentacja Austrii objęła prowadzenie. Drugi co do odległości skok tej tury oddał Michal Doležal (102,5 m), a półtora metra bliżej lądował Janne Ahonen. Po trzeciej rundzie na prowadzenie wyszła reprezentacja Austrii, wyprzedzając Japonię i Niemcy. W ostatniej, czwartej grupie, kończącej pierwszą serię konkursową najdłuższy skok oddał Kristian Brenden, skacząc 133 metry. Drugi pod względem długości skok należał do Dietera Thomy (130,0 m), a trzeci do Primoža Peterki (125,0 m). Sytuacja na półmetku pierwszej serii zmieniła się względem trzeciej kolejki – na prowadzeniu umocnili się Austriacy. Na drugie miejsce awansowali Niemcy, a na trzecie Norwegowie. Reprezentacja Japonii spadła na czwartą lokatę.
W pierwszej grupie serii finałowej najdalsze skoki oddali: Takanobu Okabe (137,0 m) co było najdłuższym rezultatem w całym konkursie, Henning Stensrud (130,0 m), Sven Hannawald (128,0 m) oraz Ari-Pekka Nikkola (122,0 m). Po raz kolejny doszło do zmiany lidera, którym zostali Japończycy. Drugie miejsce utrzymali Niemcy, a trzecie Norwegowie. Z pierwszego na czwarte miejsce spadła reprezentacja Austrii. W drugiej turze skoków najlepszy okazał się Martin Schmitt, który uzyskał 126,5 metra. Drugą odległość osiągnął Hiroya Saitō (124,0 m), a trzecią Martin Höllwarth (123,0 m). W klasyfikacji doszło do zmiany na trzecim miejscu, Norwegię wyprzedziła Austria. W przedostatniej kolejce najdłuższy skok oddał Masahiko Harada, który lądował na 137 metrze. Dziewięć metrów krócej skoczył reprezentant Finlandii, Janne Ahonen, dzięki czemu drużyna fińska zmniejszyła stratę do bezpośrednio ją wyprzedzających – Norwegii i Austrii. W ósmej, ostatniej kolejce skoków najdalej skoczył Andreas Widhölzl (136,5 m). Dobry skok oddał Jani Soininen (131,0 m) oraz Kazuyoshi Funaki (125,0 m). W końcowej klasyfikacji drużynowego konkursu olimpijskiego na pierwszym miejscu znaleźli się reprezentanci Japonii z przewagą 35,6 punktu nad drugimi Niemcami. Brązowy medal przypadł ekipie Austriaków.

## Medaliści

### Konkurs indywidualny na skoczni K90 (11.02.1998)
| Medal | Imię i nazwisko  | Skok 1           | Skok 2           | Noty za styl A • B • C • D • E                                    | Nota łączna | Strata  |
| ----- | ---------------- | ---------------- | ---------------- | ----------------------------------------------------------------- | ----------- | ------- |
|       | Jani Soininen    | 90,0 m 118,5 pkt | 89,0 m 116,0 pkt | 19,5 • 19,5 • 19,5 • 19,5 • 19,5 • 19,0 • 19,5 • 18,5 • 19,5      | 234,5 pkt   | –       |
|       | Kazuyoshi Funaki | 87,5 m 114,0 pkt | 90,5 m 119,5 pkt | 20,0 • 20,0 • 19,5 • 19,5 • 19,5 19,5 • 19,5 • 19,5 • 19,5 • 19,0 | 233,5 pkt   | 1,0 pkt |
|       | Andreas Widhölzl | 88,0 m 114,5 pkt | 90,5 m 118,0 pkt | 19,5 • 19,5 • 19,5 • 19,5 • 19,5 19,0 • 19,0 • 18,5 • 19,5 • 19,0 | 232,5 pkt   | 2,0 pkt |

### Konkurs indywidualny na skoczni K120 (15.02.1998)
| Medal | Imię i nazwisko  | Skok 1            | Skok 2            | Noty za styl A • B • C • D • E                                    | Nota łączna | Strata   |
| ----- | ---------------- | ----------------- | ----------------- | ----------------------------------------------------------------- | ----------- | -------- |
|       | Kazuyoshi Funaki | 126,0 m 129,8 pkt | 132,5 m 142,5 pkt | 19,5 • 20,0 • 19,5 • 19,5 • 20,0 20,0 • 20,0 • 20,0 • 20,0 • 20,0 | 272,3 pkt   | –        |
|       | Jani Soininen    | 129,5 m 130,6 pkt | 126,5 m 130,2 pkt | 17,5 • 19,0 • 17,5 • 17,5 • 18,5 19,5 • 19,0 • 19,5 • 19,5 • 19,5 | 260,8 pkt   | 11,5 pkt |
|       | Masahiko Harada  | 120,0 m 117,0 pkt | 136,0 m 141,3 pkt | 19,0 • 19,0 • 19,0 • 18,5 • 19,5 17,0 • 17,5 • 17,5 • 17,5 • 17,5 | 258,3 pkt   | 14,0 pkt |

### Konkurs drużynowy na skoczni K120 (17.02.1998)
| Medal             | Kraj    | Imię i nazwisko          | Skok 1            | Skok 2                                                            | Noty za styl A • B • C • D • E                                    | Nota łączna zawodnika | Nota łączna drużyny | Strata   |
| ----------------- | ------- | ------------------------ | ----------------- | ----------------------------------------------------------------- | ----------------------------------------------------------------- | --------------------- | ------------------- | -------- |
|                   | Japonia | Takanobu Okabe           | 121,0 m 115,7 pkt | 137,0 m 143,6 pkt                                                 | 17,5 • 18,5 • 17,5 • 17,0 • 18,0 18,0 • 18,0 • 17,5 • 17,5 • 17,0 | 259,3 pkt             | 933,0 pkt           | –        |
| Hiroya Saitō      | Japonia | 130,0 m 131,5 pkt        | 124,0 m 124,7 pkt | 18,0 • 18,0 • 17,5 • 17,5 • 19,0 19,5 • 19,5 • 18,5 • 19,0 • 19,0 | 256,2 pkt                                                         |                       | 933,0 pkt           | –        |
| Masahiko Harada   | Japonia | 79,5 m 35,6 pkt          | 137,0 m 141,6 pkt | 16,0 • 16,5 • 16,0 • 17,0 • 16,0 17,5 • 17,0 • 17,0 • 17,0 • 16,5 | 177,2 pkt                                                         |                       | 933,0 pkt           | –        |
| Kazuyoshi Funaki  | Japonia | 118,5 m 114,3 pkt        | 125,0 m 126,0 pkt | 19,0 • 19,5 • 19,0 • 19,0 • 18,5 19,0 • 19,5 • 19,0 • 18,5 • 19,0 | 240,3 pkt                                                         |                       | 933,0 pkt           | –        |
|                   | Niemcy  | Sven Hannawald           | 125,5 m 125,4 pkt | 128,0 m 132,9 pkt                                                 | 18,5 • 18,0 • 19,0 • 18,5 • 18,5 19,5 • 19,5 • 19,5 • 19,0 • 19,5 | 258,3 pkt             | 897,4 pkt           | 35,6 pkt |
| Martin Schmitt    | Niemcy  | 98,0 m 73,9 pkt          | 126,5 m 126,2 pkt | 17,5 • 17,5 • 18,0 • 18,0 • 18,0 18,0 • 18,0 • 18,5 • 19,0 • 18,0 | 200,1 pkt                                                         |                       | 897,4 pkt           | 35,6 pkt |
| Hansjörg Jäkle    | Niemcy  | 96,0 m 71,3 pkt          | 123,5 m 122,3 pkt | 18,0 • 18,5 • 18,0 • 18,5 • 18,0 18,0 • 19,0 • 18,5 • 19,0 • 18,5 | 193,6 pkt                                                         |                       | 897,4 pkt           | 35,6 pkt |
| Dieter Thoma      | Niemcy  | 120,5 m 130,5 pkt        | 130,0 m 114,9 pkt | 17,5 • 17,5 • 17,5 • 18,0 • 17,0 17,5 • 18,0 • 19,0 • 18,0 • 18,0 | 245,4 pkt                                                         |                       | 897,4 pkt           | 35,6 pkt |
|                   | Austria | Reinhard Schwarzenberger | 101,5 m 83,2 pkt  | 118,5 m 113,3 pkt                                                 | 19,0 • 18,0 • 18,5 • 19,0 • 19,0 • 18,5 • 19,0 • 18,5 • 18,5      | 196,5 pkt             | 881,5 pkt           | 51,5 pkt |
| Martin Höllwarth  | Austria | 122,5 m 120,0 pkt        | 123,0 m 121,9 pkt | 18,5 • 19,0 • 18,5 • 18,5 • 18,5 18,5 • 18,5 • 19,0 • 19,0 • 19,5 | 241,9 pkt                                                         |                       | 881,5 pkt           | 51,5 pkt |
| Stefan Horngacher | Austria | 104,5 m 83,6 pkt         | 108,0 m 92,9 pkt  | 16,5 • 18,0 • 18,0 • 16,0 • 17,0 18,0 • 18,0 • 18,5 • 19,0 • 18,0 | 176,5 pkt                                                         |                       | 881,5 pkt           | 51,5 pkt |
| Andreas Widhölzl  | Austria | 123,0 m 123,9 pkt        | 136,5 m 142,7 pkt | 19,5 • 19,0 • 19,5 • 19,5 • 19,5 18,0 • 17,5 • 18,0 • 17,5 • 17,5 | 266,6 pkt                                                         |                       | 881,5 pkt           | 51,5 pkt |

### Klasyfikacja medalowa
| Klasyfikacja medalowa |           |       |        |      |       |
| Lp.                   | Państwo   | złoto | srebro | brąz | razem |
| 1.                    | Japonia   | 2     | 1      | 1    | 4     |
| 2.                    | Finlandia | 1     | 1      | –    | 2     |
| 3.                    | Niemcy    | –     | 1      | –    | 1     |
| 4.                    | Austria   | –     | –      | 2    | 2     |

## Wyniki

### Konkurs indywidualny na skoczni K90 (11.02.1998)
| Miejsce | Skoczek                  | Kraj              | Skok 1 | Skok 2 | Wynik punktowy |
| ------- | ------------------------ | ----------------- | ------ | ------ | -------------- |
| 1.      | Jani Soininen            | Finlandia         | 90,0   | 89,0   | 234,5          |
| 2.      | Kazuyoshi Funaki         | Japonia           | 87,5   | 90,5   | 233,5          |
| 3.      | Andreas Widhölzl         | Austria           | 88,0   | 90,5   | 232,5          |
| 4.      | Janne Ahonen             | Finlandia         | 86,5   | 91,5   | 231,5          |
| 5.      | Masahiko Harada          | Japonia           | 91,5   | 84,5   | 228,5          |
| 6.      | Primož Peterka           | Słowenia          | 87,0   | 89,0   | 223,0          |
| 7.      | Noriaki Kasai            | Japonia           | 87,5   | 84,5   | 221,5          |
| 8.      | Kristian Brenden         | Norwegia          | 87,5   | 84,0   | 215,5          |
| 9.      | Hiroya Saitō             | Japonia           | 86,5   | 83,0   | 213,5          |
| 10.     | Stefan Horngacher        | Austria           | 85,0   | 84,5   | 212,5          |
| 11.     | Reinhard Schwarzenberger | Austria           | 86,0   | 83,0   | 211,0          |
| 11.     | Michal Doležal           | Czechy            | 81,5   | 87,5   | 211,0          |
| 13.     | Dieter Thoma             | Niemcy            | 84,5   | 83,0   | 208,5          |
| 14.     | Sven Hannawald           | Niemcy            | 83,5   | 84,0   | 207,5          |
| 15.     | Ari-Pekka Nikkola        | Finlandia         | 83,0   | 83,5   | 205,5          |
| 16.     | Nicolas Dessum           | Francja           | 83,0   | 82,5   | 202,0          |
| 17.     | Hansjörg Jäkle           | Niemcy            | 82,0   | 82,5   | 200,5          |
| 18.     | Bruno Reuteler           | Szwajcaria        | 81,0   | 84,0   | 200,0          |
| 19.     | Martin Schmitt           | Niemcy            | 82,0   | 82,0   | 199,5          |
| 20.     | Mika Laitinen            | Finlandia         | 82,5   | 81,5   | 199,0          |
| 21.     | Robert Mateja            | Polska            | 81,5   | 82,0   | 197,5          |
| 22.     | Andreas Goldberger       | Austria           | 81,0   | 81,5   | 196,5          |
| 23.     | Henning Stensrud         | Norwegia          | 81,0   | 81,0   | 193,0          |
| 24.     | František Jež            | Czechy            | 83,5   | 77,5   | 192,5          |
| 25.     | Artur Chamidulin         | Rosja             | 78,5   | 80,5   | 186,5          |
| 26.     | Jaroslav Sakala          | Czechy            | 77,5   | 80,5   | 185,0          |
| 27.     | Aleksandr Wołkow         | Rosja             | 78,0   | 79,5   | 184,0          |
| 28.     | Jakub Sucháček           | Czechy            | 77,5   | 81,0   | 183,5          |
| 29.     | Sylvain Freiholz         | Szwajcaria        | 76,0   | 80,5   | 182,0          |
| 30.     | Dmitrij Czwykow          | Kazachstan        | 79,0   | 75,0   | 177,0          |
| 31.     | Iwan Kozłow              | Ukraina           | 76,0   | –      | 85,5           |
| 32.     | Roberto Cecon            | Włochy            | 75,5   | –      | 85,0           |
| 32.     | Wojciech Skupień         | Polska            | 76,0   | –      | 85,0           |
| 32.     | Stanisław Filimonow      | Kazachstan        | 75,5   | –      | 85,0           |
| 35.     | Simon Ammann             | Szwajcaria        | 75,0   | –      | 83,5           |
| 36.     | Espen Bredesen           | Norwegia          | 74,5   | –      | 82,5           |
| 37.     | Jérôme Gay               | Francja           | 74,0   | –      | 82,0           |
| 38.     | Blaž Vrhovnik            | Słowenia          | 74,5   | –      | 81,0           |
| 39.     | Peter Žonta              | Słowenia          | 74,0   | –      | 80,5           |
| 40.     | Roar Ljøkelsøy           | Norwegia          | 74,0   | –      | 80,0           |
| 40.     | Alaksiej Szybko          | Białoruś          | 74,0   | –      | 80,0           |
| 42.     | Nikołaj Pietruszyn       | Rosja             | 73,5   | –      | 79,5           |
| 42.     | Urban Franc              | Słowenia          | 74,0   | –      | 79,5           |
| 42.     | Casey Colby              | Stany Zjednoczone | 73,0   | –      | 79,5           |
| 42.     | Alan Alborn              | Stany Zjednoczone | 74,0   | –      | 79,5           |
| 46.     | Choi Heung-chul          | Korea Południowa  | 73,0   | –      | 77,5           |
| 47.     | Wołodymyr Hływka         | Ukraina           | 73,0   | –      | 77,0           |
| 48.     | Pawieł Gajduk            | Kazachstan        | 72,0   | –      | 76,5           |
| 49.     | Randy Weber              | Stany Zjednoczone | 71,0   | –      | 74,5           |
| 50.     | Alaksandr Siniauski      | Białoruś          | 70,0   | –      | 71,5           |
| 51.     | Adam Małysz              | Polska            | 69,5   | –      | 70,5           |
| 52.     | Brendan Doran            | Stany Zjednoczone | 68,5   | –      | 69,5           |
| 53.     | Choi Yong-jik            | Korea Południowa  | 69,0   | –      | 69,0           |
| 54.     | Walerij Kobielew         | Rosja             | 68,0   | –      | 68,0           |
| 55.     | Kachaber Cakadze         | Gruzja            | 69,0   | –      | 66,5           |
| 56.     | Lubym Kohan              | Ukraina           | 67,5   | –      | 63,5           |
| 56.     | Marco Steinauer          | Szwajcaria        | 66,0   | –      | 63,5           |
| 58.     | Aleksandr Kołmakow       | Kazachstan        | 67,5   | –      | 63,0           |
| 59.     | Kim Hyun-ki              | Korea Południowa  | 65,5   | –      | 61,5           |
| 60.     | Martin Mesík             | Słowacja          | 65,0   | –      | 61,0           |
| 61.     | Kim Heung-su             | Korea Południowa  | 64,5   | –      | 59,5           |
| 62.     | Krystian Długopolski     | Polska            | 61,0   | –      | 45,0           |

### Konkurs indywidualny na skoczni K120 (15.02.1998)
| Miejsce | Skoczek                  | Kraj              | Skok 1 | Skok 2 | Wynik punktowy |
| ------- | ------------------------ | ----------------- | ------ | ------ | -------------- |
| 1.      | Kazuyoshi Funaki         | Japonia           | 126,0  | 132,5  | 272,3          |
| 2.      | Jani Soininen            | Finlandia         | 129,5  | 126,5  | 260,8          |
| 3.      | Masahiko Harada          | Japonia           | 120,0  | 136,0  | 258,3          |
| 4.      | Andreas Widhölzl         | Austria           | 131,0  | 120,5  | 258,2          |
| 5.      | Primož Peterka           | Słowenia          | 119,0  | 130,5  | 251,1          |
| 6.      | Takanobu Okabe           | Japonia           | 130,0  | 119,5  | 250,1          |
| 7.      | Reinhard Schwarzenberger | Austria           | 115,5  | 131,0  | 244,2          |
| 8.      | Michal Doležal           | Czechy            | 116,0  | 130,5  | 243,2          |
| 9.      | Roar Ljøkelsøy           | Norwegia          | 119,5  | 124,0  | 242,3          |
| 10.     | Lasse Ottesen            | Norwegia          | 121,0  | 122,0  | 238,9          |
| 11.     | Wojciech Skupień         | Polska            | 117,0  | 125,5  | 237,5          |
| 12.     | Dieter Thoma             | Niemcy            | 114,0  | 128,0  | 235,6          |
| 13.     | Kristian Brenden         | Norwegia          | 113,0  | 127,0  | 234,5          |
| 14.     | Martin Schmitt           | Niemcy            | 118,5  | 123,0  | 233,7          |
| 15.     | Jakub Sucháček           | Czechy            | 117,5  | 121,0  | 229,3          |
| 16.     | Nicolas Dessum           | Francja           | 118,5  | 119,0  | 228,5          |
| 17.     | Blaž Vrhovnik            | Słowenia          | 116,0  | 122,5  | 226,8          |
| 18.     | Mika Laitinen            | Finlandia         | 119,5  | 115,5  | 222,5          |
| 19.     | Bruno Reuteler           | Szwajcaria        | 115,5  | 120,5  | 222,3          |
| 20.     | Robert Mateja            | Polska            | 116,5  | 118,0  | 219,6          |
| 21.     | Jérôme Gay               | Francja           | 115,5  | 118,0  | 219,3          |
| 22.     | Roberto Cecon            | Włochy            | 116,0  | 116,0  | 217,6          |
| 23.     | Artur Chamidulin         | Rosja             | 117,0  | 117,0  | 217,2          |
| 24.     | František Jež            | Czechy            | 113,0  | 113,0  | 208,7          |
| 25.     | Stanisław Filimonow      | Kazachstan        | 111,0  | 116,0  | 206,6          |
| 26.     | Martin Mesík             | Słowacja          | 112,0  | 110,5  | 198,0          |
| 27.     | Aleksandr Wołkow         | Rosja             | 111,0  | 101,5  | 179,5          |
| 28.     | Peter Žonta              | Słowenia          | 114,5  | 98,5   | 178,4          |
| 29.     | Wołodymyr Hływka         | Ukraina           | 109,0  | 98,5   | 168,6          |
| 30.     | Casey Colby              | Stany Zjednoczone | 109,0  | 97,0   | 165,8          |
| 31.     | Ari-Pekka Nikkola        | Finlandia         | 108,5  | –      | 94,3           |
| 32.     | Alaksandr Siniauski      | Białoruś          | 109,0  | –      | 94,2           |
| 33.     | Marco Steinauer          | Szwajcaria        | 108,0  | –      | 93,9           |
| 34.     | Miha Rihtar              | Słowenia          | 108,0  | –      | 93,4           |
| 35.     | Walerij Kobielew         | Rosja             | 108,0  | –      | 92,9           |
| 36.     | Iwan Kozłow              | Ukraina           | 108,0  | –      | 91,9           |
| 37.     | Janne Ahonen             | Finlandia         | 106,0  | –      | 91,3           |
| 38.     | Henning Stensrud         | Norwegia          | 106,5  | –      | 89,7           |
| 39.     | Simon Ammann             | Szwajcaria        | 106,0  | –      | 89,3           |
| 40.     | Choi Heung-chul          | Korea Południowa  | 107,0  | –      | 89,1           |
| 41.     | Sylvain Freiholz         | Szwajcaria        | 106,0  | –      | 88,8           |
| 42.     | Pawieł Gajduk            | Kazachstan        | 104,5  | –      | 87,1           |
| 43.     | Martin Höllwarth         | Austria           | 104,5  | –      | 86,6           |
| 44.     | Alan Alborn              | Stany Zjednoczone | 102,5  | –      | 82,5           |
| 45.     | Łukasz Kruczek           | Polska            | 102,0  | –      | 81,6           |
| 46.     | Aleksandr Kołmakow       | Kazachstan        | 101,5  | –      | 80,7           |
| 47.     | Hiroya Saitō             | Japonia           | 100,0  | –      | 79,5           |
| 48.     | Sven Hannawald           | Niemcy            | 100,0  | –      | 78,0           |
| 49.     | Dmitrij Czwykow          | Kazachstan        | 101,5  | –      | 76,2           |
| 50.     | Randy Weber              | Stany Zjednoczone | 98,5   | –      | 75,3           |
| 51.     | Kim Hyun-ki              | Korea Południowa  | 98,0   | –      | 72,9           |
| 52.     | Adam Małysz              | Polska            | 97,0   | –      | 71,1           |
| 53.     | Choi Yong-jik            | Korea Południowa  | 94,5   | –      | 66,6           |
| 54.     | Nikołaj Pietruszyn       | Rosja             | 94,5   | –      | 66,1           |
| 55.     | Alaksiej Szybko          | Białoruś          | 94,5   | –      | 65,1           |
| 56.     | Jaroslav Sakala          | Czechy            | 91,5   | –      | 61,2           |
| 57.     | Hansjörg Jäkle           | Niemcy            | 92,0   | –      | 61,1           |
| 58.     | Brendan Doran            | Stany Zjednoczone | 91,5   | –      | 58,7           |
| 59.     | Kachaber Cakadze         | Gruzja            | 89,5   | –      | 52,6           |
| 60.     | Stefan Horngacher        | Austria           | 84,0   | –      | 41,2           |
| 61.     | Lubym Kohan              | Ukraina           | 79,0   | –      | 35,2           |
| 62.     | Kim Heung-su             | Korea Południowa  | 70,5   | –      | 9,9            |

### Konkurs drużynowy na skoczni K120 (17.02.1998)
| Miejsce | Kraj              | Zawodnik                 | Skok 1 | Skok 2 | Wynik punktowy | Nota zespołu |
| ------- | ----------------- | ------------------------ | ------ | ------ | -------------- | ------------ |
| 1.      | Japonia           | Takanobu Okabe           | 121,5  | 137,0  | 259,3          | 933,0        |
| 1.      | Japonia           | Hiroya Saitō             | 130,0  | 124,0  | 256,2          | 933,0        |
| 1.      | Japonia           | Masahiko Harada          | 79,5   | 137,0  | 177,2          | 933,0        |
| 1.      | Japonia           | Kazuyoshi Funaki         | 118,5  | 125,0  | 240,3          | 933,0        |
| 2.      | Niemcy            | Sven Hannawald           | 125,5  | 128,0  | 258,3          | 897,4        |
| 2.      | Niemcy            | Martin Schmitt           | 98,0   | 126,5  | 200,1          | 897,4        |
| 2.      | Niemcy            | Hansjörg Jäkle           | 96,0   | 123,5  | 193,6          | 897,4        |
| 2.      | Niemcy            | Dieter Thoma             | 130,0  | 120,5  | 245,4          | 897,4        |
| 3.      | Austria           | Reinhard Schwarzenberger | 101,5  | 118,5  | 196,5          | 881,5        |
| 3.      | Austria           | Martin Höllwarth         | 122,5  | 123,0  | 241,9          | 881,5        |
| 3.      | Austria           | Stefan Horngacher        | 104,5  | 108,0  | 176,5          | 881,5        |
| 3.      | Austria           | Andreas Widhölzl         | 123,0  | 136,5  | 266,6          | 881,5        |
| 4.      | Norwegia          | Henning Stensrud         | 109,0  | 130,0  | 226,2          | 870,6        |
| 4.      | Norwegia          | Lasse Ottesen            | 115,5  | 113,0  | 208,8          | 870,6        |
| 4.      | Norwegia          | Roar Ljøkelsøy           | 93,0   | 120,0  | 180,9          | 870,6        |
| 4.      | Norwegia          | Kristian Brenden         | 133,0  | 121,0  | 254,7          | 870,6        |
| 5.      | Finlandia         | Ari-Pekka Nikkola        | 103,5  | 122,0  | 202,9          | 833,9        |
| 5.      | Finlandia         | Mika Laitinen            | 112,0  | 102,5  | 184,1          | 833,9        |
| 5.      | Finlandia         | Janne Ahonen             | 101,0  | 128,0  | 213,2          | 833,9        |
| 5.      | Finlandia         | Jani Soininen            | 113,0  | 131,0  | 233,7          | 833,9        |
| 6.      | Szwajcaria        | Sylvain Freiholz         | 113,0  | 116,5  | 211,1          | 735,0        |
| 6.      | Szwajcaria        | Marco Steinauer          | 107,5  | 103,0  | 175,4          | 735,0        |
| 6.      | Szwajcaria        | Simon Ammann             | 81,5   | 100,0  | 117,7          | 735,0        |
| 6.      | Szwajcaria        | Bruno Reuteler           | 115,0  | 123,5  | 230,8          | 735,0        |
| 7.      | Czechy            | Jakub Sucháček           | 77,0   | 120,5  | 149,5          | 710,3        |
| 7.      | Czechy            | František Jež            | 115,5  | 106,5  | 199,1          | 710,3        |
| 7.      | Czechy            | Michal Doležal           | 102,5  | 126,5  | 205,2          | 710,3        |
| 7.      | Czechy            | Jaroslav Sakala          | 101,5  | 98,5   | 156,5          | 710,3        |
| 8.      | Polska            | Adam Małysz              | 109,0  | 108,5  | 190,0          | 684,2        |
| 8.      | Polska            | Łukasz Kruczek           | 105,5  | 100,5  | 165,8          | 684,2        |
| 8.      | Polska            | Wojciech Skupień         | 85,0   | 107,0  | 135,1          | 684,2        |
| 8.      | Polska            | Robert Mateja            | 112,0  | 109,0  | 193,3          | 684,2        |
| 9.      | Rosja             | Nikołaj Pietruszyn       | 90,0   | 110,0  | 153,0          | 639,7        |
| 9.      | Rosja             | Artur Chamidulin         | 96,0   | 106,0  | 152,1          | 639,7        |
| 9.      | Rosja             | Aleksandr Wołkow         | 98,0   | 102,5  | 151,9          | 639,7        |
| 9.      | Rosja             | Walerij Kobielew         | 96,5   | 117,5  | 182,7          | 639,7        |
| 10.     | Słowenia          | Miha Rihtar              | 94,0   | 120,0  | 180,7          | 610,3        |
| 10.     | Słowenia          | Peter Žonta              | 65,5   | 114,0  | 104,1          | 610,3        |
| 10.     | Słowenia          | Blaž Vrhovnik            | 90,0   | 94,0   | 123,2          | 610,3        |
| 10.     | Słowenia          | Primož Peterka           | 125,0  | 103,5  | 202,3          | 610,3        |
| 11.     | Kazachstan        | Pawieł Gajduk            | 87,0   | 98,0   | 126,0          | 602,0        |
| 11.     | Kazachstan        | Aleksandr Kołmakow       | 102,5  | 109,5  | 176,1          | 602,0        |
| 11.     | Kazachstan        | Dmitrij Czwykow          | 95,0   | 100,0  | 143,5          | 602,0        |
| 11.     | Kazachstan        | Stanisław Filimonow      | 77,0   | 126,0  | 156,4          | 602,0        |
| 12.     | Stany Zjednoczone | Michael Keuler           | 94,5   | 97,5   | 138,1          | 490,7        |
| 12.     | Stany Zjednoczone | Alan Alborn              | 86,5   | 96,0   | 120,0          | 490,7        |
| 12.     | Stany Zjednoczone | Randy Weber              | 82,0   | 95,0   | 109,6          | 490,7        |
| 12.     | Stany Zjednoczone | Casey Colby              | 87,0   | 98,0   | 123,0          | 490,7        |
| 13.     | Korea Południowa  | Kim Heung-su             | 89,5   | 85,0   | 103,1          | 373,8        |
| 13.     | Korea Południowa  | Kim Hyun-ki              | 75,0   | 86,5   | 76,7           | 373,8        |
| 13.     | Korea Południowa  | Choi Yong-jik            | 81,0   | 85,0   | 86,8           | 373,8        |
| 13.     | Korea Południowa  | Choi Heung-chul          | 74,5   | 104,5  | 107,2          | 373,8        |